# Roßbach (Autriche)
Pour les articles homonymes, voir Roßbach.
Roßbach est une commune autrichienne du district de Braunau am Inn en Haute-Autriche.